# Макарян Євген Валерійович
Євге́н Вале́рійович Макаря́н (27 червня 1986, Одеса — 30 липня 2014, Первомайськ, Луганська область) — старший лейтенант Збройних сил України, командир взводу, 17-а окрема танкова бригада, учасник російсько-української війни.

## Короткий життєпис
Народився 1986 року в місті Одеса (згідно інших даних — в Чехословаччині в родині військовослужбовця). Після закінчення 2003 року Миколаївської школи № 53 вступив до військового училища, став офіцером.
На фронті з весни 2014-го. Від 9 травня забезпечував евакуацію та ремонт бойової техніки під обстрілами, не допускаючи втрат у живій силі.
Євген Макарян керував бронегрупою під час наступу та спроб звільнення міста Первомайськ. Усього було 3 спроби наступу на місто, однак ворог добре закріпився та чисельно переважав. Під час першої спроби штурму ротно-тактична група вийшла без втрат, незначних пошкоджень зазнав танк, під час другої спроби — підбито БМП та поранено медика. В перервах між спробами штурму військові займалися ремонтом пошкодженої техніки у місті Попасна. 30 липня 2014-го під час 3-ї спроби загинув під час штурму Первомайська, мінометний обстріл якого вели терористи.
Вдома залишилися батьки та дружина, що була на той час вагітною. Похований з військовими почестями в Миколаєві на міському цвинтарі.

## Нагороди та вшанування
За особисту мужність і героїзм, виявлені у захисті державного суверенітету та територіальної цілісності України, вірність військовій присязі під час російсько-української війни
- нагороджений орденом Богдана Хмельницького IIІ ступеня (4.6.2015, посмертно)